# Stéphane Masala
Stéphane Masala (Nantes, 30 agosto 1976) è un allenatore di calcio ed ex calciatore francese, di ruolo centrocampista, tecnico del Vendée Les Herbiers Football.

## Biografia
Figlio di genitori italiani, suo padre è di Anela, in Sardegna, la madre è originaria delle Marche.

## Giocatore
Al termine della stagione 2007-2008 vince il CFA 2, quinta divisione del campionato francese, con la maglia del Luçon. Nel 2013 vince il CFA, quarta divisione, contribuendo al passaggio della sua squadra al Championnat National. Nell'ultima fase della sua permanenza al Luçon, di cui diviene capitano, inizia a ricoprire il ruolo di vice allenatore che conserva anche dopo aver lasciato il calcio giocato.

## Allenatore
Una volta ritiratosi mantiene il ruolo di vice allenatore del Luçon fino al 2016, quando passa al Les Herbiers come vice di Frédéric Reculeau. Il 16 gennaio 2018 sostituisce il collega sulla panchina dei rossoneri. Alla guida della squadra, militante nella terza divisione francese, raggiunge contro ogni pronostico la finale di Coppa di Francia contro il Paris Saint-Germain. La partita termina 2-0 in favore dei parigini e il Les Herbiers ottiene comunque il miglior risultato della propria storia.

## Palmarès

### Club

#### Competizioni nazionali
- Championnat de France amateur 2: 1

Luçon: 2007-2008
- Championnat de France amateur: 1

Luçon: 2012-2013

### Allenatore

#### Club
- Coppa di Francia:   Finalista

Les Herbiers: 2017-2018